# Carataunas
Carataunas település Spanyolországban, Granada tartományban. Carataunas Soportújar, Pampaneira, La Taha, Órgiva és Cáñar községekkel határos. Lakosainak száma 227 fő (2024).

## Népesség
A település népessége az elmúlt években az alábbi módon változott:
| Lakosok száma | 195  | 204  | 200  | 192  | 200  | 209  | 178  | 194  | 200  | 227  |
|               | 2001 | 2004 | 2006 | 2009 | 2011 | 2014 | 2016 | 2019 | 2021 | 2024 |